# Грановиці
Грановиці (пол. Granowice) — село в Польщі, у гміні Вондрожі-Великі Яворського повіту Нижньосілезького воєводства.
Населення — 257 осіб (2011).
У 1975-1998 роках село належало до Легницького воєводства.

## Демографія
Демографічна структура станом на 31 березня 2011 року:
|          | Загалом | Допрацездатний вік | Працездатний вік | Постпрацездатний вік |
| -------- | ------- | ------------------ | ---------------- | -------------------- |
| Чоловіки | 131     | 20                 | 101              | 10                   |
| Жінки    | 126     | 25                 | 74               | 27                   |
| Разом    | 257     | 45                 | 175              | 37                   |